# پل آلدریج
پل آلدریج (انگلیسی: Paul Aldridge؛ زادهٔ ۲ دسامبر ۱۹۸۱) بازیکن فوتبال اهل بریتانیا است.
از باشگاه‌هایی که در آن بازی کرده‌است می‌توان به باشگاه فوتبال مکلسفیلد تاون و باشگاه فوتبال ترانمره راورز اشاره کرد.